# Yūji Hashimoto
Yūji Hashimoto (jap. 橋本 雄二 Hashimoto Yūji; ur. 13 maja 1970) – japoński piłkarz występujący na pozycji obrońcy.

## Kariera klubowa
Od 1993 do 1998 roku występował w klubach Gamba Osaka i Sagan Tosu.